# Hotel Kong Frederik
Hotel Kong Frederik var et dansk hotel på Vester Voldgade i Indre By, København.[kilde mangler]
Hotellet blev opført i 1900 på adressen Vester Voldgade 25, som hørte til blandt Københavns ældste hoteladresser. Helt tilbage til 1300-tallet har her været gæstgiveri, kro og hotel. I slutningen af 1800-tallet lå der to pensionater på adressen, som blev slået sammen til hoteller. I 1880 gik hotellerne sammen under navnene Industrihotellet og Hotel de Boulevard. Begge blev ombygget i 1898 ved arkitekt Philip Smidth, og i 1900 stod de to hoteller, Hotel Hafnia og Hotel Kong Frederik, færdige. Hotel Kong Frederik overtog i 1973 det udbrændte Hotel Hafnia og genåbnede i 1976 efter en omfattende renovering.
Operatøren First Hotels gik konkurs i 2020, hvorved Fritz Schur måtte overtage driften. I 2022 købte Cofoco hotellet.
Hotellet var indrettet i klassisk engelsk Townhouse-stil med mahognimøbler. Blandt de kendte, der har overnattet her var Judy Garland, Victor Borge, Sammy Davis Jr. og Marlene Dietrich. Hotel Kong Frederik blev senest renoveret i foråret 2010.